# Hörsterplatz

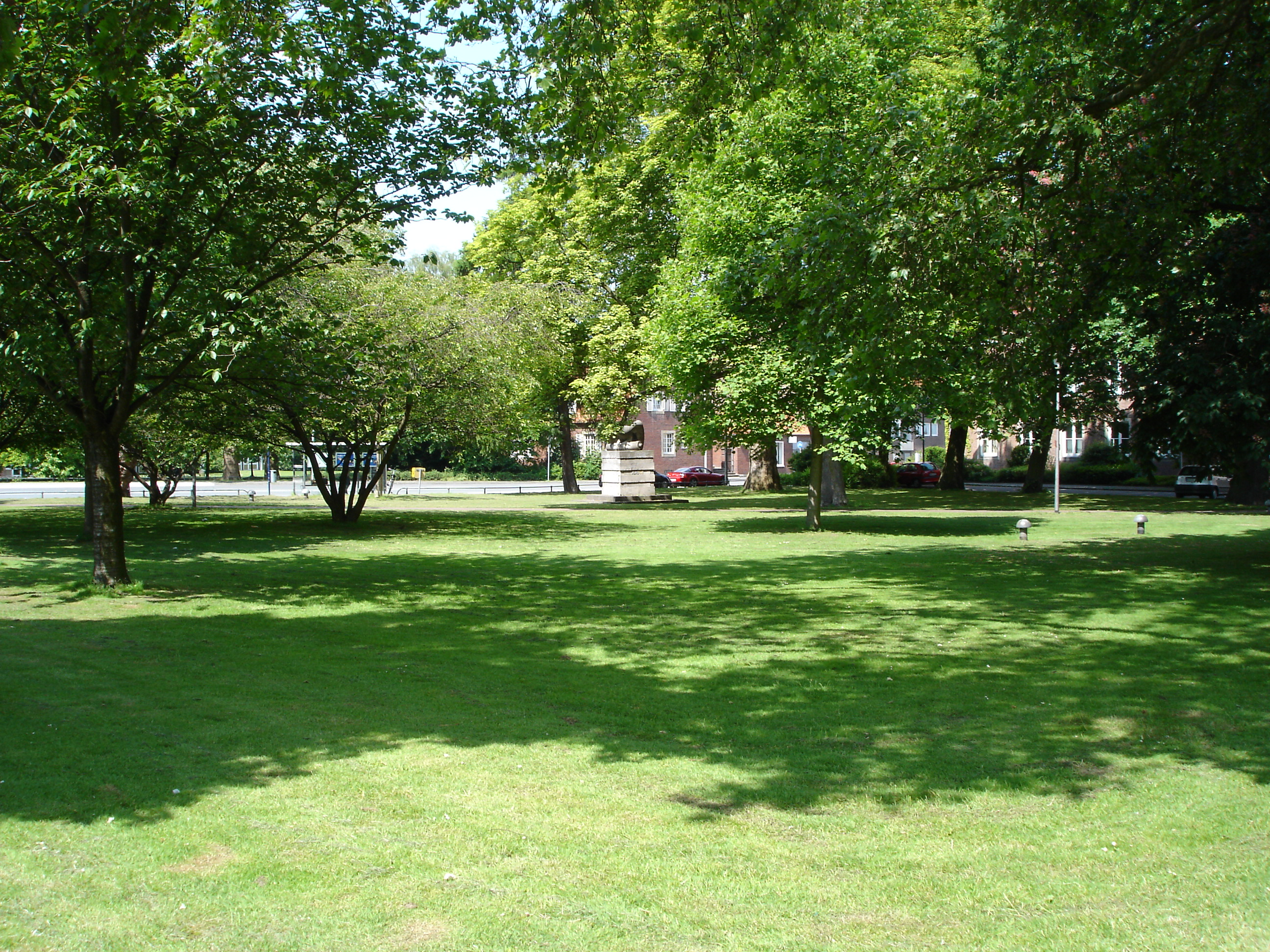
Blick über den Hörsterplatz in Richtung Promenade mit dem „Adlerdenkmal“ in der Bildmitte.

Der Hörsterplatz ist eine kleine innerstädtische Grünanlage in der westfälischen Stadt Münster. Er befindet sich in unmittelbarer Nähe zur Promenade und zum Staatsarchiv an der Stelle des ehemaligen Hörstertores innerhalb der mittelalterlichen Stadtbefestigung. Nach Schleifung der Befestigungsanlagen und dem Abbruch des Tores im Jahre 1770 wurde erst 1882 an dessen Stelle eine kleine Grünanlage errichtet. Aus dieser Zeit stammen auch noch einige der freistehenden Bäume. Mitten auf dem Platz befindet sich seit 1930 das sogenannte „Adlerdenkmal“, das an die Gefallenen des Königlich-Preußischen 4. Lothringer Feldartillerie-Regiments Nr. 70 während des Ersten Weltkriegs, zum Beispiel während der Schlachten von Cambrai und Verdun, erinnert.
Im Juni 2010 vollendete die auf hochwertige Wohnquartiere spezialisierte Frankonia Eurobau AG das über 60 Millionen Euro teure Wohnobjekt "Klostergärten" am Hörsterplatz. Das Gelände an diesem Platz war einem ehemaligen Franziskanerkloster zugehörig, das 2004 verlassen und 2007 abgerissen wurde. Die alte Klostermauer zum Bohlweg und Hörsterplatz wurde aus historischen Gründen belassen und bildet nun ein einheitliches Gesamtkonzept mit der Anlage.